# Najm Sheykhān
Najm Sheykhān (persiska: نَظم شِيخان, نَجم الشِّيخان, نجم شيخان, نَجم اِش شِيخان, نَظمِ شِيخان, نادِرچِخان, Naz̧m Sheykhān) är en ort i Iran.   Den ligger i provinsen Zanjan, i den nordvästra delen av landet, 290 km väster om huvudstaden Teheran. Najm Sheykhān ligger 1 853 meter över havet och antalet invånare är 336.
Terrängen runt Najm Sheykhān är lite kuperad.Runt Najm Sheykhān är det ganska glesbefolkat, med 42 invånare per kvadratkilometer. Närmaste större samhälle är Zarrīnābād, 16,3 km norr om Najm Sheykhān. Trakten runt Najm Sheykhān består i huvudsak av gräsmarker.